# Vadzim Lijarad
Vadzim Lijarad –en bielorruso, Вадзім Ліхарад– (6 de septiembre de 1993) es un deportista bielorruso que compite en halterofilia.
Ganó una medalla de bronce en el Campeonato Mundial de Halterofilia de 2018 y una medalla de bronce en el Campeonato Europeo de Halterofilia de 2019, ambas en la categoría de 73 kg.

## Palmarés internacional
| Campeonato Mundial | Campeonato Mundial     | Campeonato Mundial | Campeonato Mundial |
| Año                | Lugar                  | Medalla            | Categoría          |
| ------------------ | ---------------------- | ------------------ | ------------------ |
| 2018               | Asjabad (Turkmenistán) | Medalla de bronce  | 73 kg              |
| Campeonato Europeo |                        |                    |                    |
| Año                | Lugar                  | Medalla            | Categoría          |
| 2019               | Batumi (Georgia)       | Medalla de bronce  | 73 kg              |